# 回魂夜 (1995年電影)
《回魂夜》，是一部於1995年上映的香港電影，由劉鎮偉執導，周星馳、莫文蔚主演。周星馳在片中的造型明顯模仿《這個殺手不太冷》主角尚·連奴。
《回魂夜》被視為周星馳處於顛峰時期的破格之作，此片包含黑色幽默，傳統恐怖電影元素，同時亦有周星馳的無厘頭演繹方法。雖然相對周星馳同期其他電影，如《百變星君》、《西遊記第壹佰零壹回之月光寶盒》及《西遊記大結局之仙履奇緣》，此片票房相距甚遠，但是後來VCD公開發售，就立刻被掃清，二手影碟店、網上拍賣網將其炒到幾百元。

## 劇情
李先生一家四口居住於香港公共屋邨，某日李老太跌死在樓梯間。在頭七回魂之夜李氏夫妻在樓梯間祭拜希望李老太可以安息，但兒子小榮卻無故失蹤，李先生外出找兒子留下李太太一個人在家。家中突然無故停電，李太太轉頭驚見李老太出現在电视裡，奮力逃出門後又看見兒子被鬼附身，所幸抓鬼專家Leon及時幫忙趕走李老太的鬼魂。
大廈女住戶阿群目睹Leon與鬼相鬥而為之傾心，但Leon被認為是一個精神病患者，被「重光精神病院」職員捉回關在院內。阿群把Leon帶出精神病院，趕回屋邨解決所有事情。同時，保安隊長盧Sir半夜巡邏時碰見李老太的鬼魂，並得知李先生及李太太是殺害李老太的兇手，卻因此被李先生追殺。盧Sir跟道友明被李氏夫妻逼上天台，脅迫兩人跳樓。幸好Leon及時趕到拯救兩人，卻使李先生失足墜樓，李太太為替丈夫報仇也穿上紅衣跳樓，臨終前許下誓言：回魂夜當天要大廈血流成河。
為抵抗李氏夫婦的鬼魂，Leon決定於一星期內向保安隊員親授捉鬼秘技。第一堂課是讓人明白恐懼、第二堂課是如何見鬼、第三堂課如何讓人飛，但是保安們則半信半疑。Leon為讓大家相信所以想表現自己刀槍不入，卻被阿群誤插一刀送醫。當晚一行人在辦公室內靜待鬼的到來，阿群跟盧Sir先後被李氏夫婦鬼魂附身攻擊其他人。一番激戰之後李太太終於被抓到，但是李先生附身在小孟身上，拿起電鋸要解決掉他們。小孖跟盧Sir最先被劈死，其他人則逃到天台，靠著Leon的飛行號逃脫。李先生的鬼魂卻附身於Leon，持續追殺其他人。
最後Leon用意志力將鬼魂封在自己身體裡，讓阿群用電鋸砍他的頭使鬼魂永不超生。在事件中生還的阿群、鐵膽及大孖因殺人而被送進精神病院。在Leon死後第七天，阿群終於見到回魂的Leon，兩人相視而笑。

## 人物角色
| 演員   | 粵語配音 | 角色       | 關係 / 備註                                                                                |
| 周星馳 | 周星馳   | Leon       | 捉鬼大師，最後為消滅李先生的鬼魂而要求阿群用電鋸劈死自己                                   |
| 莫文蔚 | 朱慧玲   | 阿群       | 失戀女子，喜歡Leon，最後因殺人而被判入精神病院                                             |
| 盧雄   | 盧雄     | 盧Sir      | 保安隊長，被李先生附身的小孟用電鋸劈死                                                     |
| 李健仁 | 陳永信   | 大孖       | 保安員，最後被判入精神病院                                                                 |
| 李力持 | 潘文柏   | 細孖       | 保安員，被李先生附身的小孟用電鋸劈死                                                       |
| 黃一飛 | 黃一飛   | 鐵膽       | 保安員，最後被判入精神病院                                                                 |
| 黃智賢 | 黃子敬   | 阿強       | 保安員，因幻覺屋内溫度太高身體膨脹而死                                                     |
| 孟龍   |          | 小孟       | 越南人，保安員，最後被Leon往嘴裡塞手榴弹炸死                                               |
| 向壘   |          | 阿昌       | 越南人，保安員，在電梯裡被風扇殺死                                                         |
| 梁家仁 | 潘文柏   | 胡Sir      | 房屋署職員                                                                                 |
| 陳永標 |          | 道友明     | 癮君子，喜歡跟盧Sir借錢                                                                    |
| 林雪   |          | 茶餐廳伙計 | 因阿群見鬼而暴怒翻桌                                                                       |
| 周志輝 | 高翰文   | 李先生     | 李老太太之子，失足墮樓身亡                                                                 |
| 譚淑梅 | 沈小蘭   | 李太太     | 李老太太之兒媳，被Leon手槍走火射中，墜樓身亡。後又被Leon救活兩次，但最後被Leon射中頭部而死 |
| 黃希洋 |          | 小榮       | 李氏夫婦兒子，回魂夜被李老太上身。                                                         |
| 侯煥玲 | 陶碧儀   | 李老太     | 李先生之母、李太太之婆婆，在跟媳婦吵架時被兒子推向冰箱撞死，頭七當晚回魂找兒子媳婦報仇     |
| 許思敏 |          | 福財嬸     |                                                                                            |
| 植敬雯 |          | 紅衣女子   |                                                                                            |
| 夏澤信 |          |            | 「重光精神病院」職員                                                                       |
| 劉鎮偉 |          |            |                                                                                            |

## 軼事
- 周星馳的造型的仿照《這個殺手不太冷》中的Léon，包括墨鏡、黑色外衣，以至盆栽；而莫文蔚的造型亦是仿照同劇中的小女孩Mathilda。
- 本片的公共屋邨場景實為租借當時尚未入伙的厚德邨德裕樓作拍攝，此外，已結業的荔園也曾經在本場地作拍攝[2]。

## 獎項
| 頒獎典禮                  | 獎項       | 名單   | 結果 |
| ------------------------- | ---------- | ------ | ---- |
| 第2屆香港電影評論學會大獎 | 最佳女演員 | 莫文蔚 | 提名 |

## 外部連結
- 開眼電影網上《整鬼專家》的資料（繁體中文）
- 豆瓣电影上《回魂夜》的資料 （简体中文）
- 时光网上《回魂夜》的資料（简体中文）
- AllMovie上《回魂夜》的资料（英文）
- 爛番茄上《回魂夜》的資料（英文）
- 香港影庫上《回魂夜》的資料（繁體中文）
- 互联网电影数据库（IMDb）上《回魂夜》的资料（英文）